# Saison 2004-2005 du Paris Saint-Germain
Maillots
Chronologie
Saison précédente Saison suivante
La saison 2004-2005 du Paris Saint-Germain est la trente-deuxième saison consécutive du club de la capitale en première division. Le PSG dispute alors pour la 4e fois de son histoire la ligue des Champions.
L'équipe est entraînée depuis 2003 par le bosnien Vahid Halilhodžić. Il est remplacé en février 2005 par l'entraineur de l'équipe réserve Laurent Fournier.
Le PSG finit neuvième du championnat alors que c'est l'Olympique lyonnais qui finit champion pour la quatrième fois consécutive.
En coupe, Le club atteint les huitièmes de finale de la coupe de France, les huitièmes de finale de la coupe de la Ligue et ne passe pas la phase de groupes de la ligue des Champions.

## Avant-saison

### Transferts
| Nom                     | Nationalité                   | Transfert                                  | Provenance/Destination  | Division         |
| ----------------------- | ----------------------------- | ------------------------------------------ | ----------------------- | ---------------- |
| Arrivées                |                               |                                            |                         |                  |
| Danijel Ljuboja         | Serbie-et-Monténégro          | Transfert définitif (3,3 millions d'euros) | RC Strasbourg           | Ligue 1          |
| José-Karl Pierre-Fanfan | France                        | Transfert définitif (2 millions d'euros)   | AS Monaco               | Ligue 1          |
| Sylvain Armand          | France                        | Transfert (5 millions d'euros)             | FC Nantes               | Ligue 1          |
| Jean-Hugues Ateba       | Cameroun                      | Transfert (? millions d'euros)             | FC Nantes               | Ligue 1          |
| Mario Yepes             | Colombie                      | Transfert (8 millions d'euros)             | FC Nantes               | Ligue 1          |
| Vedad Ibišević          | Bosnie-Herzégovine États-Unis | Transfert (? millions d'euros)             | Fire Premier de Chicago | PDL              |
| Jérôme Rothen           | France                        | Transfert (11 millions d'euros)            | AS Monaco               | Ligue 1          |
| Fabrice Pancrate        | France                        | Transfert (3 millions d'euros)             | Le Mans UC              | Ligue 2          |
| Charles-Édouard Coridon | France                        | Transfert (? millions d'euros)             | RC Lens                 | Ligue 1          |
| Hélder Cristóvão        | Portugal Angola               | Fin de contrat                             | Benfica Lisbonne        | SuperLiga        |
| Stéphane Pichot         | France                        | Fin de contrat                             | Lille OSC               | Ligue 1          |
| Édouard Cissé           | France                        | Fin du prêt                                | AS Monaco               | Ligue 1          |
| Bartholomew Ogbeche     | Nigeria                       | Fin du prêt                                | SC Bastia               | Ligue 1          |
| Filipe Teixeira         | Portugal                      | Fin du prêt                                | União de Leiria         | SuperLiga        |
| Départs                 |                               |                                            |                         |                  |
| Didier Domi             | France                        | Transfert (? millions d'euros)             | Espanyol Barcelone      | Primera División |
| Chiguy Lucau            | RD Congo                      | Transfert (? millions d'euros)             | Le Mans UC              | Ligue 2          |
| Lionel Potillon         | France                        | Transfert (? millions d'euros)             | FC Sochaux-Montbéliard  | Ligue 1          |
| Martín Cardetti         | Argentine Italie              | Transfert (? millions d'euros)             | Racing Club             | D1 argentine     |
| Hugo Leal               | Portugal                      | Transfert (? millions d'euros)             | FC Porto                | SuperLiga        |
| Talal El Karkouri       | Maroc                         | Transfert (? millions d'euros)             | Charlton Athletic       | Premier League   |
| André Luiz Moreira      | Brésil                        | Transfert (? millions d'euros)             | AC Ajaccio              | Ligue 1          |
| Fabrice Fiorèse         | France                        | Transfert (? millions d'euros)             | Olympique de Marseille  | Ligue 1          |
| Frédéric Déhu           | France                        | Transfert (? millions d'euros)             | Olympique de Marseille  | Ligue 1          |
| Gabriel Heinze          | Argentine Italie              | Transfert (10 millions d'euros)            | Manchester United       | Premier League   |
| Hocine Ragued           | Tunisie                       | Prêt                                       | FC Gueugnon             | CFA 2            |
| Romain Rocchi           | France                        | Prêt                                       | SC Bastia               | Ligue 1          |
| Habibou Traoré          | Sénégal                       | Prêt                                       | FC Gueugnon             | CFA 2            |
| Paulo César             | Brésil Italie                 | Prêt                                       | Santos FC               | Brasileirão      |
| Éric Cubilier           | France                        | Fin du prêt                                | AS Monaco               | Ligue 1          |
| Juan Pablo Sorín        | Argentine Italie              | Fin du prêt                                | Cruzeiro                | Brasileirão      |

| Nom                 | Nationalité                   | Transfert                    | Provenance/Destination | Division     |
| ------------------- | ----------------------------- | ---------------------------- | ---------------------- | ------------ |
| Arrivées            |                               |                              |                        |              |
| Sergueï Semak       | Russie                        | Prêt avec obligation d'achat | CSKA Moscou            | Premier-Liga |
| Départs             |                               |                              |                        |              |
| Vedad Ibišević      | Bosnie-Herzégovine États-Unis | Prêt                         | Dijon FCO              | Ligue 2      |
| Bartholomew Ogbeche | Nigeria                       | Prêt                         | FC Metz                | Ligue 1      |

## Compétitions

### Championnat
La saison 2004-2005 de Ligue 1 est la soixante-septième édition du championnat de France de football et la deuxième sous l'appellation « Ligue 1 ». La division oppose vingt clubs en une série de trente-huit rencontres. Les meilleurs de ce championnat se qualifient pour les coupes d'Europe que sont la Ligue des Champions (le podium), la Coupe UEFA et la Coupe Intertoto. Le Paris Saint-Germain participe à cette compétition pour la trente-deuxième fois de son histoire et la trente-et-unième depuis la saison 1974-1975.

#### Classement et statistiques
Le Paris Saint-Germain termine le championnat à la neuvième place avec 12 victoires, 15 matchs nuls et 11 défaites
Extrait du classement de Ligue 1 2004-2005
| Rang | Équipe                 | Pts | J  | G  | N  | P  | Bp | Bc | Diff |
| --- | ---------------------- | --- | -- | -- | -- | -- | -- | -- | ---- |
| 1 | Olympique lyonnais     | 79  | 38 | 22 | 13 | 3  | 56 | 22 | +34  |
| 2 | Lille OSC              | 67  | 38 | 18 | 13 | 7  | 52 | 29 | +23  |
| 3 | AS Monaco              | 63  | 38 | 15 | 18 | 5  | 52 | 35 | +17  |
| 4 | Stade rennais          | 55  | 38 | 15 | 10 | 13 | 49 | 42 | +7   |
| 5 | Olympique de Marseille | 55  | 38 | 15 | 10 | 13 | 47 | 42 | +5   |
| 6 | AS Saint-Étienne       | 53  | 38 | 12 | 17 | 9  | 47 | 34 | +13  |
| 7 | RC Lens                | 52  | 38 | 13 | 13 | 12 | 45 | 39 | +6   |
| 8 | AJ Auxerre             | 52  | 38 | 14 | 10 | 14 | 48 | 47 | +1   |
| 9 | Paris SG               | 51  | 38 | 12 | 15 | 11 | 40 | 41 | -1   |
| 10 | FC Sochaux-Montbéliard | 50  | 38 | 13 | 11 | 14 | 42 | 41 | +1   |
| 11 | RC Strasbourg          | 48  | 38 | 12 | 12 | 14 | 42 | 43 | -1   |
| - Phase de groupes de la Ligue des Champions 2005-2006 - Barrages de la Ligue des Champions 2005-2006 - Tour préliminaire de la Coupe UEFA 2005-2006 - Troisième tour de la Coupe Intertoto 2005 - Deuxième tour de la Coupe Intertoto 2005 |                        |     |    |    |    |    |    |    |      |

### Ligue des champions
La Ligue des champions 2004-2005 est la cinquantième édition de la Ligue des champions, la plus prestigieuse des compétitions européennes inter-clubs. Elle est divisée en deux phases, une phase de groupes, qui consiste en huit mini-championnats de quatre équipes par groupe, les deux premiers poursuivant la compétition et le troisième étant repêché en seizièmes de finale de la Coupe UEFA. Puis une phase finale, décomposée en huitièmes de finale, quarts de finale, demi-finales et une finale qui se joue sur terrain neutre. En cas d'égalité, lors de la phase finale, la règle des buts marqués à l'extérieur s'applique puis le match retour est augmenté d'une prolongation et d'une séance de tirs au but s'il le faut. Les équipes sont qualifiées en fonction de leurs bons résultats en championnat lors de la saison précédente et le tenant du titre est le FC Porto, formation portugaise vainqueur des Français de l'AS Monaco trois buts à zéro à l'Arena AufSchalke de Gelsenkirchen.

#### Parcours en Ligue des champions
| Rang | Équipe      | Pts | J | G | N | P | Bp | Bc | Diff |  | Résultats (▼ dom., ► ext.) |     |     |     |     |
| ---- | ----------- | --- | - | - | - | - | -- | -- | ---- |  | -------------------------- | --- | --- | --- | --- |
| 1    | Chelsea FC  | 13  | 6 | 4 | 1 | 1 | 10 | 3  | +7   |  | Chelsea FC                 |     | 3-1 | 2-0 | 0-0 |
| 2    | FC Porto    | 8   | 6 | 2 | 2 | 2 | 4  | 6  | -2   |  | FC Porto                   | 2-1 |     | 0-0 | 0-0 |
| 3    | CSKA Moscou | 7   | 6 | 2 | 1 | 3 | 5  | 5  | 0    |  | CSKA Moscou                | 0-1 | 0-1 |     | 2-0 |
| 4    | Paris SG    | 5   | 6 | 1 | 2 | 3 | 3  | 8  | -5   |  | Paris SG                   | 0-3 | 2-0 | 1-3 |     |

### Matchs officiels de la saison
Le tableau ci-dessous retrace dans l'ordre chronologique les 50 rencontres officielles jouées par le Paris Saint-Germain durant la saison. Le club parisien a participé au match du Trophée des Champions, aux 38 journées du championnat ainsi qu'à 3 tours de Coupe de France, 2 rencontres en Coupe de la Ligue et 6 matchs sur le plan européen, via la Ligue des champions. Les buteurs sont accompagnés d'une indication entre parenthèses sur la minute de jeu où est marqué le but et, pour certaines réalisations, sur sa nature (penalty ou contre son camp).
Le bilan général de la saison est de 16 victoires, 18 matchs nuls et 16 défaites.

## Joueurs et encadrement technique

### Statistiques collectives
| Compétition           | Débute au tour   | Termine          | Matches joués | Gagnés | Nuls | Perdus | Buts pour | Buts contre | Différence |
| --------------------- | ---------------- | ---------------- | ------------- | ------ | ---- | ------ | --------- | ----------- | ---------- |
| Ligue 1               | -                | 4e               | 38            | 12     | 15   | 11     | 40        | 41          | -1         |
| Coupe de France       | 1/32 de finale   | 1/8 de finale    | 3             | 2      | 0    | 1      | 11        | 5           | +6         |
| Coupe de la Ligue     | 1/16 de finale   | 1/8 de finale    | 2             | 1      | 0    | 1      | 3         | 3           | 0          |
| Trophée des champions | -                | Finale           | 1             | 0      | 1    | 0      | 1         | 1           | 0          |
| Ligue des champions   | Phase de groupes | Phase de groupes | 6             | 1      | 2    | 3      | 3         | 8           | -5         |
| Total                 | -                | -                | 50            | 16     | 18   | 16     | 58        | 58          | 0          |